# 亚沙尔·耶尔马兹
亚沙尔·耶尔马兹（土耳其語：Yaşar Yılmaz，1930年3月4日—），土耳其男子摔跤运动员。他曾代表土耳其参加世界摔跤锦标赛，获得三枚银牌。他也曾参加1956年和1960年夏季奥林匹克运动会。